# جورج واشنطن (فلم)
جورج واشنطن (بالإنجليزية: George Washington) هو فيلم دراما أمريكي أنتج عام 2000 من تأليف وإخراج ديفيد غوردون غرين. تدور قصة الفيلم حول مجموعة من الأطفال في بلدة صغيرة كئيبة في ولاية كارولاينا الشمالية يتكتلون من أجل التستر على خطأ مأساويا.
على الرغم من أنه لم يشاهد على نطاق واسع بسبب عرضه المحدودة جدا في صالات العرض، تلقى الفيلم إشادة من النقاد.

## القصة
يتتبع الفيلم مجموعة من الأطفال نشأوا في بلدة ريفية كئيبة في ولاية كارولينا الشمالية، من وجهة نظر ناسيا ابنة الاثنتي عشر عاما. بعد قطع علاقتها مع صديقها المتباهي بادي (قام بدوره كيرتس كوتون الثالث)،  تبتعد عن أصدقائها الجانحين وتبدي اهتماما عاطفيا مع صبي غريب، منطو يدعى جورج الذي يشكو حقيقة أن جمجمته لم تصلب بعد الولادة. تحدث المأساة عندما يقتل جورج بادي بطريق الخطأ، فتقرر المجموعة، خوفا من العقاب، إخفاء جثته. في أعقاب هذه الأحداث يأخذ جورج دور بطل البلدة.

## الإنتاج
كان جورج واشنطن أول أفلام ديفيد جوردون جرين يكون فيه كاتب السيناريو، المخرج والمنتج السينمائي. كان أيضا أول فيلم روائي دور الممثل إيدي روس.

## رأي النقاد
حصل الفيلم على علامة 82% «طازجة» التصويت على روتن توميتوز، بناء على 56 تقييما. روجر إيبرت من شيكاغو صن تايمز اختاره ضمن  أفضل عشرة أفلام من عام 2000،  كذلك الأمر مجلة "تايم" وناقد صحيفة «نيويورك تايمز» الفيس ميتشل.
في تقييم روجر إيبرت للفيلم الذي منحه أربعة نجوم (من أصل أربعة)، قال أن سينماتوغرافيا الفيلم التي قام بها تيم أور كانت الأفضل في ذلك العام، وكتب أيضا «... ليس عن الحبكة، ولكن عن الذاكرة والندم. إنه يتذكر صيفا لم يكن صيفا سعيدا، لكن لن يكون هنالك صيف محسوس أكثر، بتلك الحيوية وذو تلك القيمة.» جوناثان روزنباوم من شيكاغو ريدر أعطى الفيلم تقييما جيدا، كاتبا «عليك أن تجلب الكثير من نفسك إلى هذا الفيلم إن كنت ترغب أن يعطيك شيئا، ولكن المكافآت جديرة بالاعتبار.» ميك لاسال من سان فرانسيسكو كرونيكل يطلق عليه «طفل المخرج من اللقطة الأولى» و «لا يشبه أي فيلم آخر. وهذا في حد ذاته يجعله شيئا يستحق المشاهدة. الكاتب والمخرج ديفيد جوردون جرين في فيلمه الأول، قد خلق عالما متسقا بصريا وعاطفيا.» بيتر ترافرز من رولينغ ستوندعا ديفيد جوردون جرين «الكاتب والمخرج نادر النعمة والشعور»، الذي كان فيلمه الأول «مذهلا في أصالته التي سوف تطارد لكم لفترة طويلة من الوقت.»
جو Leydon من فرايتي أحد عشرة النقاد من أصل ستة وخمسين  الذين منحوا الفيلم استعراض سلبيا، واصفا إياه بأنه «... محاولة غير مميزة وغير مثيرة للاهتمام لتقديم صيغة ريفية لفيلم» الأطفال.""

## روابط خارجية
- جورج واشنطن على موقع IMDb (الإنجليزية)
- جورج واشنطن على موقع ميتاكريتيك (الإنجليزية)
- جورج واشنطن على موقع روتن توميتوز (الإنجليزية)
- جورج واشنطن على موقع نتفليكس (الإنجليزية)
- جورج واشنطن على موقع قاعدة بيانات الأفلام العربية
- جورج واشنطن على موقع ألو سيني (الفرنسية)
- جورج واشنطن على موقع Turner Classic Movies (الإنجليزية)
- جورج واشنطن على موقع أول موفي (الإنجليزية)
- جورج واشنطن على موقع بوكس أوفيس موجو (الإنجليزية)
- جورج واشنطن على موقع فيلمافينيتي (الإسبانية)